# Plator
Plator là một chi nhện trong họ Trochanteriidae.